# Sensation im Zirkus
Sensation im Zirkus ist ein US-amerikanisches Stummfilmdrama aus dem Jahr 1926 von Michael Curtiz mit Dolores Costello und Louise Dresser in den Hauptrollen. Das Drehbuch basiert auf dem Bühnenstück The Third Degree von Charles Klein.

## Handlung
Die Zirkusartistin Alicia Daly verlässt ihren Mann und ihre Tochter Annie, um mit ihrem Liebhaber Underwood durchzubrennen. Fünfzehn Jahre später ist Annie Martin, Alicias verlassene Tochter, Trapezkünstlerin in einer Zirkusshow auf Coney Island, die von Mr. und Mrs. Chubb betrieben wird. Sie hat Howard Jeffries geheiratet, obwohl seine wohlhabenden Eltern Widerstand leisteten. Jeffries Sr. engagiert einen Mann, ausgerechnet Underwood, um das junge Paar zu trennen. 
Underwood überzeugt das Brautpaar davon, dass jeder dem anderen untreu ist, und wird daraufhin von Howard jr. bedroht. Von Underwoods unersättlichen Forderungen in Rage getrieben, erschießt Alicia ihn im Streit und flieht gerade, als Howard hereinkommt. Trotz seiner Unschuld gesteht er das Verbrechen und wird wegen Mordes dritten Grades angeklagt. Annie, die die Schuld ihrer Tochter erkennt, behauptet, schuldig zu sein, doch Alicia legt schließlich selbst ein Geständnis ab. Annie wird von Howard jr. vor dem Selbstmord gerettet.

## Hintergrund
Der Film war für den ungarischen Regisseur Michael Curtiz das Regiedebüt in den USA.
Charles Kleins Bühnenstück war vorher schon zwei Mal unter dem Originaltitel verfilmt worden. 1913 produzierte die Lubin Manufacturing Company eine Version unter der Regie von Barry O’Neil. 1919 entstand ein Remake für Vitagraph mit Alice Joyce als Annie.
Henry Blanke arbeitete als Regieassistent, William Keighley als Dialogregisseur.

## Veröffentlichung
Die Premiere des Films fand am 25. Dezember 1926. 1928 kam er im Deutschen Reich in die Kinos.

## Kritiken
Mordaunt Hall von der The New York Times befand, es gebe in diesem Film eine Orgie von Überblendungen, die aber in einer ganzen Reihe von Fällen ausgesprochen wirkungsvoll seien. Mr. Curtiz habe auch Freude daran, seine Kamera hin und her zu bewegen, und obwohl dies die Situation belaste, sei es manchmal durchaus willkommen. Die Sequenz, in der es zu dem Mord kommt, werde mit bemerkenswertem Geschick erzählt. Und jene Passagen, in denen die Polizei dem vermeintlichen Täter den dritten Grad zuweist, seien brillant, denn sie spiegeln den benommenen Geist des Mannes wider, der von den Lakaien des Gesetzes auf der Suche nach dem Mörder geistig gequält werde.
Der Kritiker des TV Guide schrieb, dass Curtiz zugegebenermaßen versuchte, seine neuen Arbeitgeber bei Warner mit seinem filmischen Know-how zu beeindrucken, und wählte einen bizarren, expressionistischen Stil. Seine Kamerapyrotechnik komme besonders in einer subjektiven Sequenz mit einer gefährlichen Karnevalsattraktion zum Tragen. Tatsächlich verbrachte Curtiz so viel Zeit mit ausgefallenen Kameraeinstellungen und bizarren Kompositionen, dass er fast vergaß, die Geschichte zu erzählen.